# Вознесенское (Вознесенский район, Нижегородская область)
Вознесе́нское — рабочий посёлок (посёлок городского типа) в Нижегородской области России.
Административный центр Вознесенского района, в составе которого представляет собой административно-территориальное образование (рабочий посёлок) и одноимённое муниципальное образование рабочий посёлок Вознесенское со статусом городского поселения как единственный его населённый пункт.

## География
Поселок расположен на реке Варнаве, в 108 км к юго-западу от города Арзамаса.

## История
Коренным населением его была мордва.
До 1773 поселение называлось Кудиново, в 1773 построен железоделательный завод (ликвидирован в 1913), населённый пункт переименован в Вознесенский Завод, затем в село Вознесенское.
Поселение известно по документам с XVI века. Основателем его стал мордвин Кудин. Первое название поселения — Ошпире. Позже его переименовали в Кудиново. После постройки церкви Вознесения поселок получает название Вознесенск. В 1773, с основанием железоделательного и чугунолитейного завода братьями Андреем и Иваном Баташовыми, переименован в Вознесенский завод.
В 1858 году завод был куплен заводчиком Шиповым, который перестроил завод и расширил производство. На заводе стали выделывать разнообразные сорта железа, появилось слесарное, кузнечное, гвоздарное и литейное дело. Продукция завода получала золотые медали на международных выставках.
После 1875 года производство стало сокращаться. С появлением монополий в России Вознесенский завод не выдержал конкуренции и был закрыт в 1910 году.
В 30-х годах XX века, в связи с закрытием железоделательного и чугунолитейного завода, название поселка изменили на Вознесенское.
С 1961 года — посёлок городского типа.

## Население
| 1959  | 1970  | 1979  | 1999  | 2002  | 2008  | 2009  |
| ----- | ----- | ----- | ----- | ----- | ----- | ----- |
| 2770  | ↗3435 | ↗3934 | ↗7940 | ↘7328 | ↘7146 | ↘7067 |
| 2010  | 2011  | 2012  | 2013  | 2014  | 2015  | 2016  |
| ↘6777 | ↘6763 | ↘6662 | ↘6565 | ↘6418 | ↘6332 | ↘6299 |
| 2017  | 2018  | 2019  | 2020  | 2021  |       |       |
| ↗6313 | ↘6252 | ↘6221 | ↘6133 | ↘6061 |       |       |

## Экономика
Деревообрабатывающее производство - лидирующая отрасль района по объему отгрузки. Одно из градообразующих предприятий Вознесенского округа  - ООО "Возвуден". Компания производит деревянные игрушки и сувениры из игровых и кино-вселенных, пользуется высоким спросом, занимает призовые места на различных конкурсах и входит в ТОП по продаже игрушек на маркетплейсах по всей стране. С 2023 года ООО "Возвуден" приступило к строительству нового завода, благодаря которому в районе появится 250 новых рабочих мест. 
Хлебозавод. 
Производственно-художественное объединение «Полхов-Майданская роспись» (производство сувениров в народном стиле).
Район держится, в основном, за счет производства сувенирной продукции из дерева: матрешек, оружия из игр, бочек, игрушек и т. д.